# Hardy Dillard
Hardy Cross Dillard (New Orleans, 23 oktober 1902 - Charlottesville, 12 mei 1982) was een Amerikaans rechtsgeleerde. Hij was van 1931 tot 1970 hoogleraar aan de Universiteit van Virginia en daarna tot 1979 rechter bij het Internationaal Gerechtshof.

## Levensloop
Dillard studeerde eerst aan de Universiteit van Virginia en vervolgens vanaf 1920 aan de United States Military Academy in West Point, waar hij in 1924 een bachelorgraad verwierf. Vervolgens trad hij uit militaire dienst vanwege de lage behoefte van het leger in soldaten. Hij keerde terug naar de Universiteit van Virginia en sloot daar in 1927 zijn studie af als Juris Doctor.
Daarna werkte hij tot 1968 aan deze universiteit, aanvankelijk in het kader van een leerstoelvertegenwoordiging, van 1931 tot 1933 als assistent-hoogleraar, van 1933 tot 1938 als buitengewoon hoogleraar, van 1938 tot 1958 als gewoon hoogleraar en van 1958 tot 1968 als James Monroe-hoogleraar voor rechtswetenschappen. Van 1970 tot 1979 diende hij als rechter voor het Internationaal Gerechtshof in Den Haag. Daarnaast was hij van 1971 tot 1977 lid van het Arbitragehof in het conflict om het Beaglekanaal.
Ondertussen was hij van 1937 tot 1940 plaatsvervangend decaan en van 1963 tot 1968 decaan van de juridische faculteit. Verder was hij in 1957 docent aan de Haagsche Academie voor Internationaal Recht en van 1962 tot 1963 gasthoogleraar aan de Columbia-universiteit. Van de laatste ontving hij in 1979 de Wolfgang Friedmann Memorial Award.
Na de uitspraak in 1954 van het Amerikaanse hooggerechtshof in de zaak Brown v. Board of Education zette hij zich in de erop volgende jaren in tegen de politieke beweging in Virginia die bekendstaat als de Massive Resistance en die fel gekant was tegen de uitspraak van het hof voor opheffing van rassensegregatie op openbare scholen. In de jaren zestig ondersteunde hij actief de desegregatie in het schoolsysteem van Virginia.
Dillard was mede-uitgever van de juridische vakbladen American Journal of International Law en American Journal of Comparative Law en was van 1962 tot 1963 voorzitter van de American Society of International Law. Van deze organisatie kreeg hij in 1982 de Manley O. Hudson Medal, de hoogste onderscheiding van de organisatie. Verder was hij jarenlang adviseur van het National War College en de United States Air Force Academy. Naar Dillard zijn een studiebeurs en een academische prijs van de Universiteit van Virginia genoemd.

## Werk (selectie)
- 1957: Some Aspects of Law and Diplomacy. Reihe: Collected Courses of the Hague Academy of International Law, deel 91, Den Haag
- 1967: Law and Conflict: Some Current Dilemmas, Lexington
- 1995: Hardy Cross Dillard: Writings and Speeches, als mede-uitgever, Charlottsville